# Skala (Patmos)
Pour les articles homonymes, voir Skala.
Skala, en grec Σκάλα, est le seul port de l'île de Patmos située dans îles du Dodécanèse. Le mot Skala signifie « escalier » ou « échelle », et désigne un port (comme dans l'expression « Échelles du Levant »). 
Skala est la principale localité de l'île et son centre administratif et économique. C'est une escale prisée par les paquebots de croisière qui s'y arrêtent quelques heures, le temps pour les touristes de se rendre au Monastère Saint-Jean-le-Théologien, qui surplombe la ville. En été, il y a parfois encombrement. Les paquebots sont alors obligés de jeter l'ancre à distance du port, leurs passagers étant transportés au port par des vedettes qui font la navette.
L'agitation touristique autour du village de Chora et de son monastère de Saint Jean n'affecte pratiquement pas la vie de Skala qui reste un petit port, avec d'anciennes églises, rarement visitées, et des ruelles anciennes.
L'île de Patmos a été une puissance commerciale importante dont la culture raffinée et le goût pour l'architecture sont encore visibles dans les maisons de Chora et de Skala, qui remontent aux XVIe et XIXe siècles.
Une spécialité sucrée de la ville : le petit cône en pâte d'amande fraîche Αμυγδαλοτο (« amigdaloto », mot dérivé du grec ancien : ἀμυγδάλη (amugdalé) qui a donné en français les termes « amande » et « amygdales »).